# Борисевич, Игорь Владимирович
И́горь Влади́мирович Борисе́вич (род. 19 марта 1963, Бердичев, Житомирская область) — российский иммунолог, микробиолог, организатор медицинской науки, доктор медицинских наук, профессор.

## Биография
И. В. Борисевич родился 19 марта 1963 в городе Бердичеве Житомирской области Украинской ССР в семье военнослужащего. Отец Игоря Владимировича, Владимир Васильевич Борисевич (род. 1938) — полковник Вооружённых Сил СССР в отставке. Мать, Нина Парамоновна Борисевич (род. 1938) — учитель, в настоящее время на пенсии. Окончив с золотой медалью среднюю школу в городе Хмельник Винницкой области в 1980, Игорь Борисевич поступил в Военно-медицинскую академию имени С. М. Кирова в Ленинграде. Брат Сергей тоже вирусолог.
После окончания академии И. В. Борисевич в 1986 был направлен для дальнейшего прохождения службы в распоряжение начальника 15 Управления Министерства обороны СССР и назначен на должность младшего научного сотрудника Вирусологического центра НИИ микробиологии МО СССР в Загорске (ныне — ФГБУ «48 ЦНИИ» МО РФ, Сергиев Посад Московской области). Проходил службу в должностях:
- 1986—1994 — младший научный сотрудник научно-исследовательского отдела иммунологии,
- 1994—1995 — научный сотрудник отдела иммунологии,
- 1995 — заместитель начальника отдела иммунологии,
- 1995—1997 — начальник научно-исследовательского отдела иммунологии,
- 1997—2000 — начальник научно-исследовательского отдела особо опасных вирусных инфекций,
- 2000—2004 — заместитель начальника научно-исследовательского управления разработки медицинских средств защиты против вирусных и риккетсиозных инфекций;
- в 2002 И. В. Борисевичу присвоено воинское звание «полковник медицинской службы».

В период службы в Вирусологическом центре в 1994 защитил диссертацию на соискание учёной степени кандидата медицинских наук на тему: «Разработка иммуноглобулина против лихорадки Эбола», а в 2004 — доктора медицинских наук по проблеме разработки средств профилактики, диагностики и лечения особо опасной геморрагической лихорадки Эбола. В 1996 И. В. Борисевичу присвоено учёное звание «старший научный сотрудник» по специальности «Аллергология и иммунология», а в 2009 — учёное звание «профессор» по специальности «Микробиология».
После службы в Вирусологическом центре И. В. Борисевич был переведён в центральный аппарат Министерства обороны России в Москву. С 2004 по 2005 — начальник отдела разработки медицинских средств защиты Управления биологической защиты Управления начальника войск РХБ защиты Вооружённых Сил РФ. В 2005—2007 — заместитель начальника Управления биологической защиты.
В 2007 И. В. Борисевич был назначен на должность начальника ФГУ «48 Центральный научно-исследовательский институт Минобороны России» (ранее — НИИ микробиологии МО СССР, ныне — филиал ФГБУ «48 ЦНИИ» МО РФ), город Киров. В декабре 2009 уволен из Вооружённых Сил РФ.
В январе 2010 И. В. Борисевич назначен на должность директора Федерального государственного учреждения науки «Государственный научно-исследовательский институт стандартизации и контроля медицинских биологических препаратов им. Л. А. Тарасевича» Роспотребнадзора (с августа 2010 — Федеральное государственное бюджетное учреждение «ГИСК им. Л. А. Тарасевича» Минздравсоцразвития России).
В августе 2011 уволен с должности директора института в связи с реорганизацией ГИСК им. Л. А. Тарасевича в форме присоединения к Научному центру экспертизы средств медицинского применения.
С августа 2011 по август 2012 работал в должности заместителя директора Центра экспертизы и контроля МИБП ФГБУ «Научный центр экспертизы средств медицинского применения» Минздравсоцразвития России.
С августа 2012 работает в должности директора Центра планирования и координации научно-исследовательских работ ФГБУ «НЦ ЭСМП» Минздрава России.

## Научная деятельность
И. В. Борисевич — высококвалифицированный специалист в области разработки средств защиты против опасных и особо опасных инфекционных заболеваний, в основном — африканских геморрагических лихорадок 1 группы патогенности и природно-очаговых вирусных инфекций, распространённых на территории России. При его личном участии и непосредственном руководстве разработано более 30 медицинских иммунобиологических препаратов (вакцины, гетерологичные иммуноглобулины, диагностические тест-системы). Под руководством И. В. Борисевича защищено 8 кандидатских и 3 докторские диссертации. Лично и в соавторстве он опубликовал более 150 научных трудов, в том числе 4 монографии, 2 учебных пособия и 8 изобретений. Является членом редколлегий журналов «Биопрепараты» и «Ведомости Научного центра экспертизы средств медицинского применения».

## Награды
- 1999 — Орден Мужества;
- 2007 — Орден Почёта;
- награждён несколькими медалями.